# Мосводосток
Мосводосток (ГУП «Мосводосток») — государственное унитарное предприятие, обеспечивающее водоотведение поверхностных сточных вод в городскую водоотводящую систему, а также техническую эксплуатацию сооружений централизованной системы водоотведения на территории города Москвы.

## История
Создано в 1991 году по постановлению правительства Москвы как правопреемник городской службы по эксплуатации гидротехнических сооружений.
Исторически первые сооружения городской гидротехники появились в Москве в первой половине XV века, а в начале XVII века уже были проложены водоотводные подземные трубы.
В Москве используются две раздельные канализации: к ГУП «Мосводосток» относится ливневая канализация, а также приём сточных вод с городских территорий, а бытовые стоки относятся к ведению «Мосводоканала». Система ливневой канализации использует собственные коллекторы, трубы и водовыпуски. С начала XXI века Мосводосток занимается также приёмом и плавлением городского снега на 13 снегосплавных пунктах (основная работа по снегоплавлению выполняется Мосводоканалом с 35 станциями).

## Инфраструктура
Протяжённость водосточной сети города Москвы постоянно увеличивается и на данный[когда?] момент в её состав входит:
- водосточная сеть 7500 км, на которой расположено более 170000 смотровых и более 110000 водоприёмных колодцев;
- 179 очистных сооружений различного типа;
- 54 насосные станции (дренажные и по перекачке поверхностного стока);
- 220 водоёмов общей площадью около 703 га. (проточные, непроточные, 32 пруда-регулятора);
- гидроузел на реке Яуза;
- 10 км Лихоборской обводнительной системы (система обводнения и регулирования стока реки Яуза);
- около 250 км открытых русел малых рек и ручьёв;
- акватория судоходных рек (Москва-река 67 км).

На территориях Троицкого и Новомосковского административных округов в ведении ГУП «Мосводосток» находится 79 км сетей и 164 гидротехнических сооружения.
ГУП имеет свой флот, состоящий из мусоронефтесборщиков, плавкранов, шаланд и толкачей, а также ремонтно-эксплуатационную автобазу, оснащённую каналоочистительными, илососными и другими машинами.
Силами предприятия проводятся работы по очистке поверхности решёток дождеприёмных колодцев от листвы и твёрдого бытового мусора, откачке поверхностных сточных вод, ремонту дождеприёмных колодцев, люков и решёток; идёт поэтапная реконструкция ливневой канализации с заменой старых трубопроводов, увеличением их пропускной способности, сокращением интервалов между дождеприёмными решётками. Аварийные службы предприятия работают в круглосуточном режиме.
Для выполнения поставленных задач предприятие имеет 10 эксплуатационных гидротехнических районов (ЭГТР), каждый из которых обслуживает сооружения водоотведения поверхностных сточных вод на своём участке территории города Москвы. При определении границы участков учитывается административное деления города и расположение водосборных бассейнов малых рек.
Среднегодовой объём поверхностного стока поступающего в сети ГУП «Мосводосток» составляет 580 млн куб. м.